# Уотсон, Бубба
Джерри Лестер «Бубба» Уотсон младший (англ. Gerry Lester «Bubba» Watson, Jr.; род. 5 ноября 1978, Багдад, штат Флорида, США) — американский профессиональный гольфист, левша. Многократный победитель и призёр этапов PGA Тура.

## Биография
Бубба Уотсон родился в 1978 году в небольшом городе Багдад в штате Флорида. Гольфом начал заниматься в старшей школе города Милтон. С 2003 года Уотсон начал выступать на профессиональном уровне в рамках Web.com тура. С сезона 2006 года Бубба вошёл в состав участников PGA Тура. В первый год Уотсон вошёл в сотню лучших в Туре по заработанным призовым, выиграв чуть больше 1 млн $. Свою первую победу американский гольфист одержал в 2010 году, выиграв Travelers Championship с результатом 14 ниже пар. Всего на счету Уотсона значатся 9 побед в рамках главного мирового Тура.
В 2012 году Уотсон вышел в плей-офф Мастерса, где его соперником в борьбе за победу стал южноафриканец Луис Остхёйзен. Уже на второй лунке Остхойзен выполнил богги, что позволило американцу выиграть свой первый мейджор. Спустя два года Уотсон во второй раз одерждал победу на Мастерсе, сразу на три удара опередив ближайших соперников.
В августе 2016 года Бубба Уотсон, занимавший на тот момент 5-е место в мировом рейтинге, принял участие в летних Олимпийских играх в Рио-де-Жанейро, в программу которых спустя 112 лет вернулся гольф. Перед началом соревнований от поездки на Игры отказались первые четыре номера рейтинга, в результате чего Бубба приехал в статусе первого номера соревнований. Провалив первый раунд соревнований Уотсон в двух последующих показал результат 4 ниже пар и поднялся на 4 позицию, уступая шедшему третьим Маркусу Фрейзеру всего 3 удара. Четвёртый раунд американский гольфист провёл не очень удачно, пройдя поле за 70 ударов (1 ниже пар), что отбросило его на итоговое 8-е место.
Выступал за США в Кубке Райдера в 2010, 2012 и 2014 годах.

## Победы в турнирах PGA Тура
- 2015 World Golf Championships-HSBC Champions.
- 2015 Travelers Championship.
- 2014 Northern Trust Open.
- 2014 Masters Tournament.
- 2012 Masters Tournament.
- 2011 Farmers Insurance Open.
- 2011 Zurich Classic of New Orleans.
- 2010 Travelers Championship.

## Снаряжение
- Клюшки Вуд: PING G20 4 wood 17*
- Клюшки Айрон: PING S56 3-PW
- Клюшки Веджи: PING Tour-W 52,56,60 or 63
- Клюшки Паттер: PING Redwood
- Мячи: Titleist ProV1x

## Личная жизнь
- Жена — Энджи — бывшая профессиональная баскетболистка. Два приёмных ребёнка — Калеб и Дакота[3].
- В 2008 году окончил экономическую специальность в Университете Джорджии.
- Бубба состоит в музыкальной группе «Golf Boys» вместе с тремя гольфистами Тура: Rickie Fowler, Ben Crane и Hunter Mahan[4].